# Opernstraße (Bayreuth)

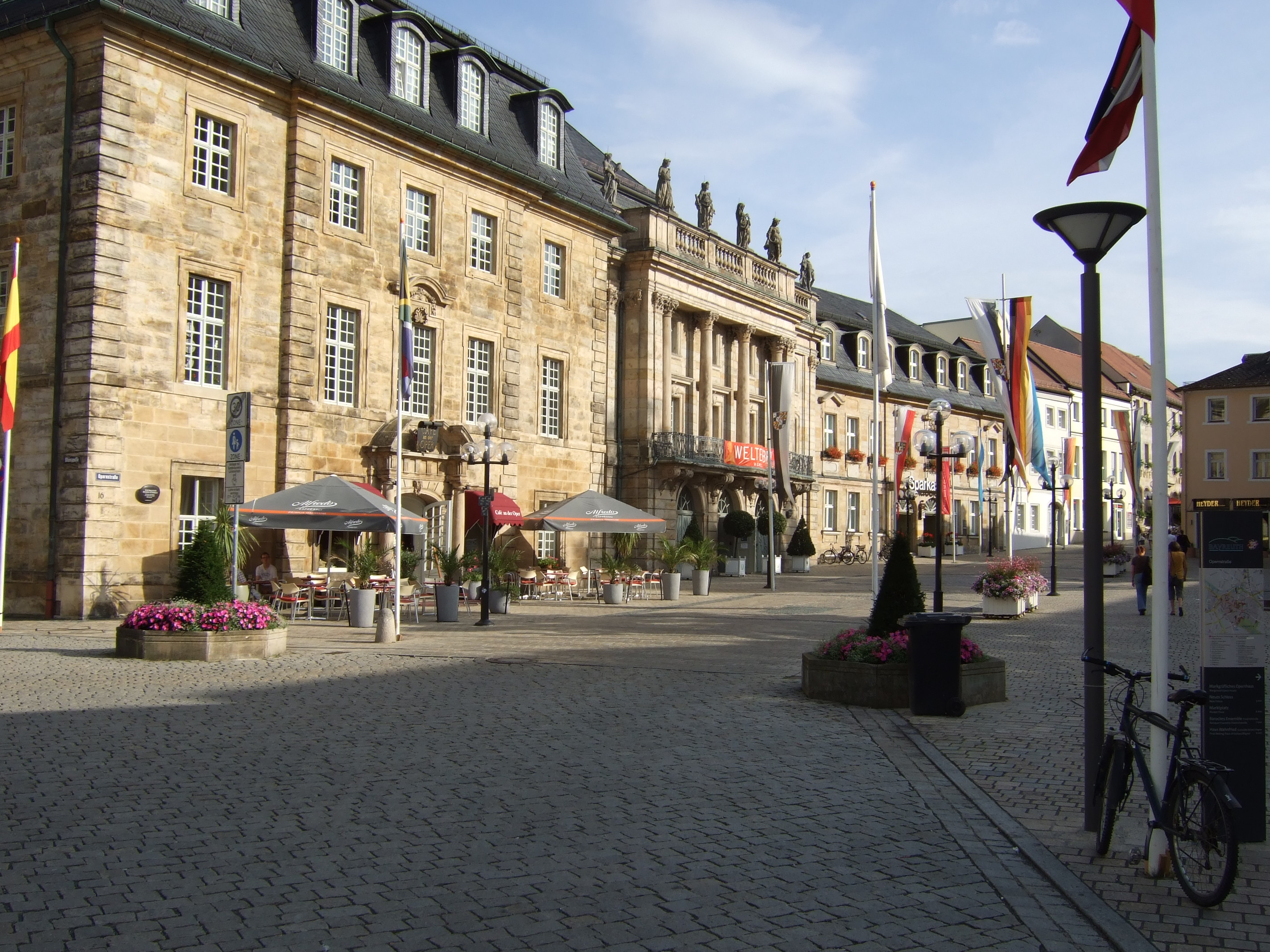
Opernstraße mit Redoutenhaus, Markgräflichem Opernhaus und ehemaligem Sparkassengebäude

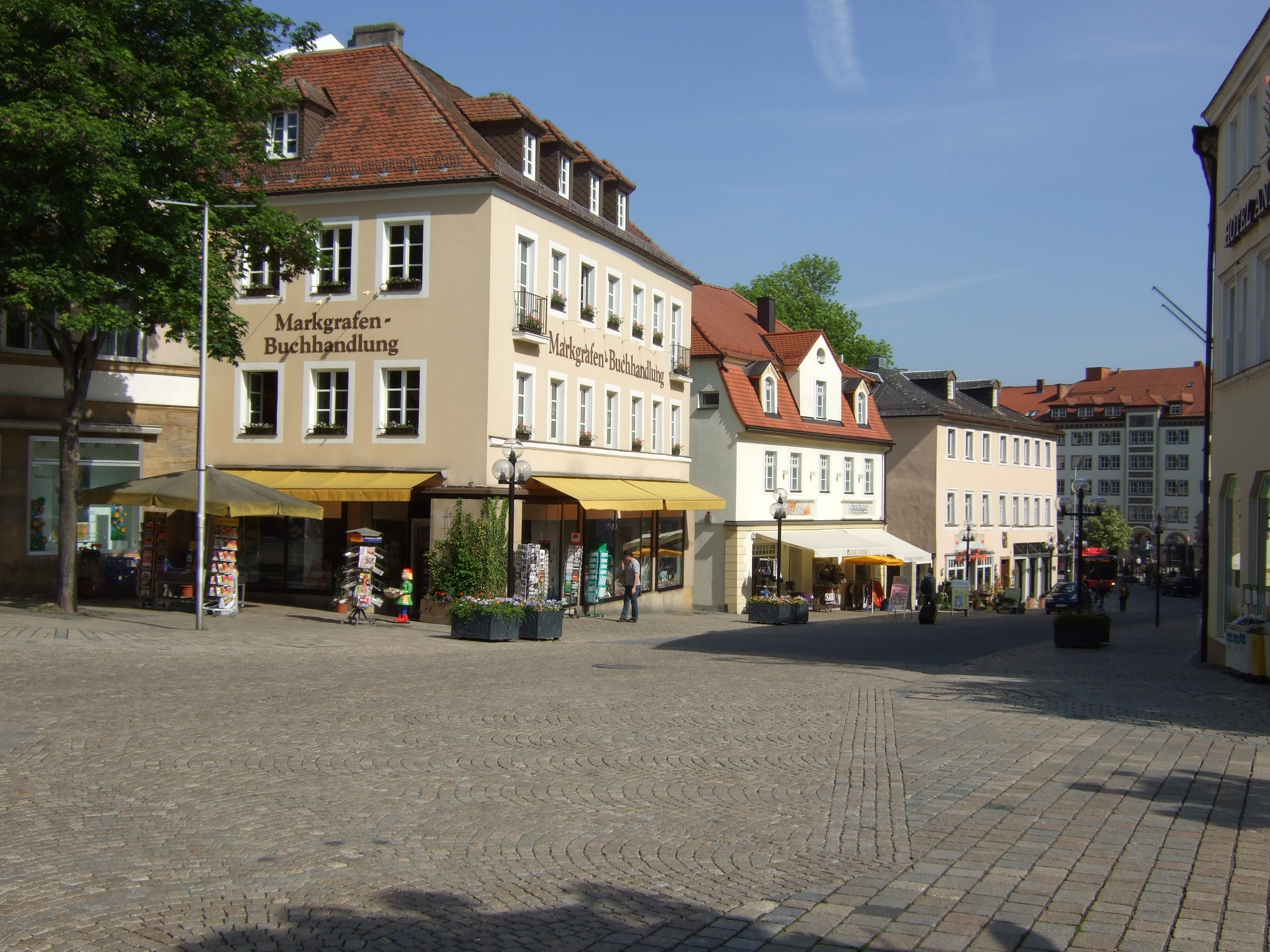
Beginn der Opernstraße am Sternplatz

Die Opernstraße ist eine Straße in der oberfränkischen Stadt Bayreuth.

## Name
1553 ist die außerhalb der Stadtmauer am Alten Schloss gelegene Straße als Schlossgasse belegt, in der Gemarkungskarte von 1775 wird sie als Münz-Gaße bezeichnet. Ihren heutigen Namen erhielt sie im Jahr 1808. Namengebend ist das Markgräfliche Opernhaus, das 1748 eingeweiht und 2012 durch die UNESCO zum Weltkulturerbe erklärt wurde.

## Lage
Die Opernstraße beginnt am zentral in der Innenstadt gelegenen Sternplatz und führt von dort nahezu geradlinig hinab in das Tal des Roten Mains, wobei sie auf einer Länge von ca. 150 m einen Höhenunterschied von 5 m überwindet. Nach dem Erreichen der Talsohle schwenkt sie in Höhe der abzweigenden Münzgasse und Wölfelstraße nach Westen. Sie endet am Luitpoldplatz vor der Einmündung der Kanalstraße in diesen.

## Geschichte und Beschreibung

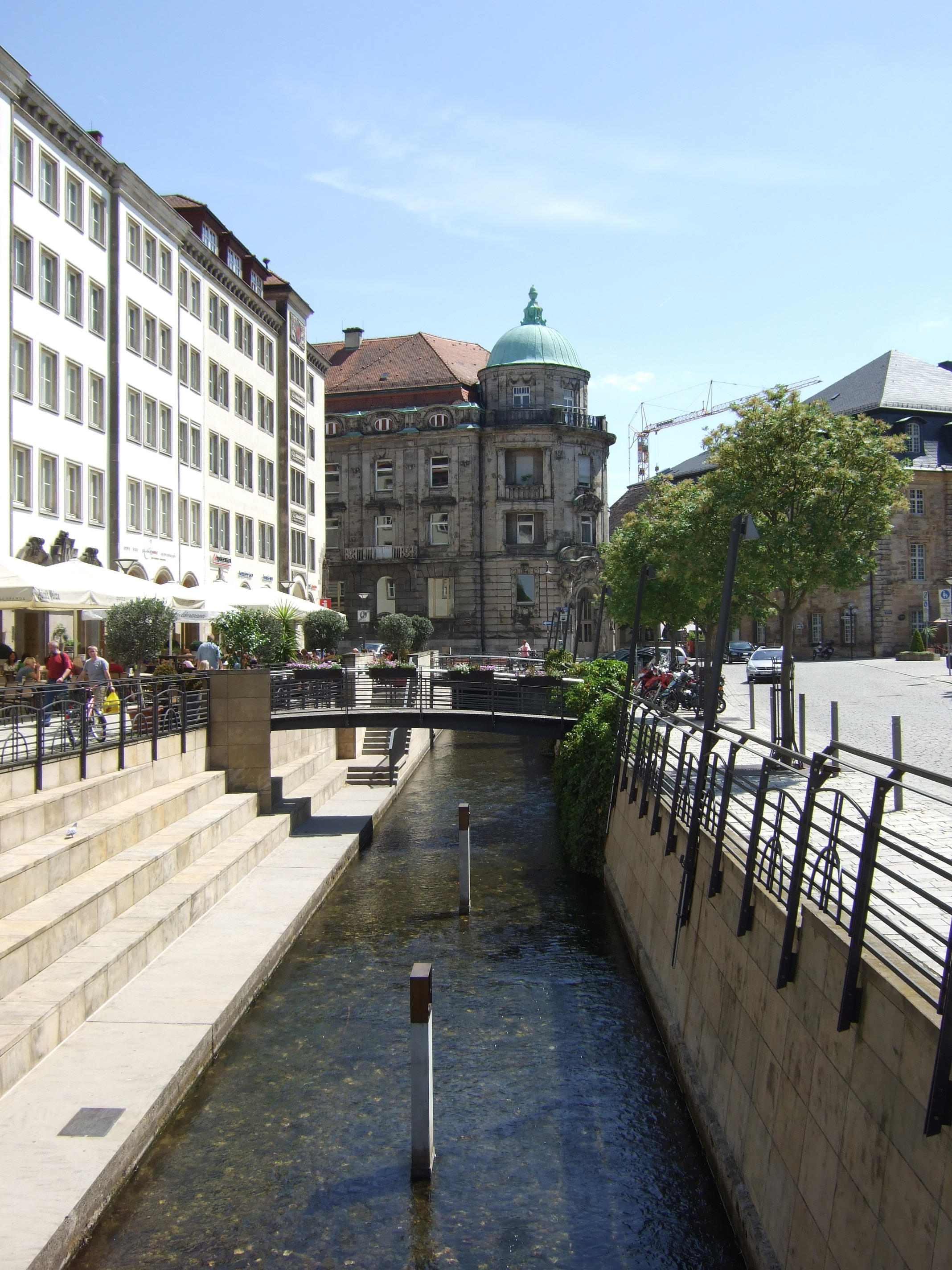
Zum „Canale Grande“ mutierter Mühlkanal, links die neuen „Wölfelsbauten“, dahinter das Iwalewahaus

Ursprünglich war die Opernstraße ein Abschnitt der Münzgasse, die zum Teil nach wie vor existiert. Jene führte zur markgräflichen Münze, die sich im Bereich des Anwesens Münzgasse 9 befand. 1514 wurde die Straße erstmals gepflastert. Johann Sebastian König erwähnt in seiner Häuserbeschreibung aus dem Jahr 1800, an ihrem Anfang in Höhe des Oberen (Stadt-)Tors sei sie nur zehn Schritte breit gewesen. Bis ins frühe 19. Jahrhundert folgte ein Abzweig des Kanalsystems Tappert dem Straßenverlauf.
1714 ließ Markgraf Georg Wilhelm an der heutigen Münzgasse ein „Operahaus“ errichten. Dieser Bau genügte den Ansprüchen der Markgräfin Wilhelmine (ab 1735 mit ihrem Mann Friedrich Herrscherin über das Fürstentum Bayreuth) jedoch nicht. Das neue Opernhaus, das zwischen 1744 und 1750 erbaut wurde, sollte den Besuchern den Beginn eines „Zeitalters der Weisheit und des Friedens“ vermitteln. Im September 2012 wurde das Haus geschlossen und anschließend bis 2018 grundlegend renoviert.
Unterhalb des Opernhauses steht das an der Ecke zur Münzgasse das sog. Redoutenhaus (Opernstraße 16), ein nach 1740 fertiggestellter dreigeschossiger Sandsteinquaderbau mit Mansarddach, Mittelrisalit und Säulenportal. Charlotte Knoblochs Großeltern Salomon und Albertine Neuland betrieben dort ein Modewaren- und Damenkonfektionsgeschäft; im Januar 1936 wurde das jüdische Ehepaar von den Nationalsozialisten zur Geschäftsaufgabe gezwungen. In der Nachkriegszeit als Gastronomiebetrieb „Operncafé“ genutzt, sollen in dem Gebäude ein Museum, das den Besucher in die Opernwelt der Markgräfin Wilhelmine einführt, und ein barrierefreier Eingangs- und Kassenbereich für das Opernhaus eingerichtet werden.
Im Zuge des Opernhausbaus entstand der traufständige Sandsteinquaderbau Opernstraße 12. Zuletzt wurde er, wie auch die Häuser Opernstraße 8 und 10, von 2001 bis 2020 von der Sparkasse Bayreuth genutzt. Zum Ensemble des Markgräflichen Opernhauses zählt auch das 1753 errichtete Hotel Goldener Anker in der Opernstraße 6. Dessen Sandsteine stiftete Wilhelmine, die für ihren Theaterbau ein adäquates Umfeld wünschte und die alten Häuser der Handwerker abreißen ließ. Von 1945 bis 1949 war das Hotel, das mit der Telefonnummer 2 den ersten privaten Fernsprechanschluss der Stadt erhalten hatte, örtliches Hauptquartier der amerikanischen Truppen.

Untere Opernstraße vor 1887 – vorn die Gebäude der „Münzmühle“, dahinter die Häuser Opernstraße 24 und 26

Textilgeschäft Kurzmann im Haus Opernstraße 22 kurz nach der Eröffnung (Juli 1894)

Die „Münzmühle“ um 1890, im Hintergrund das Redoutenhaus

Untere Opernstraße vor 1910

Entlang der unteren Opernstraße verläuft der Mühlkanal, der die sog. Münzmühle mit Wasser aus dem Roten Main versorgte. Um 1421 wurde sie erstmals erwähnt und wegen ihrer Funktion als Mühle des Hofs auch als „Herrnmühle“ bezeichnet. In späterer Zeit wurde eine Gipsmühle angegliedert. Der Standort des Gebäudes, das den Durchgang zur Münzgasse stark einengte, legte schon in den 1890er Jahren dessen Abbruch nahe. Dieser erfolgte aber erst nach einem Brand im Jahr 1903. 1907 wurde an der Stelle das Gebäude für die Bayerische Staatsbank in Oberfranken (seit 2013: Iwalewahaus) im barockisierenden Jugendstil errichtet. Im Jahr 1894 wurde der Kanal bis zum Luitpoldplatz gedeckelt. Nachdem sich dessen Abdeckung als akut einsturzgefährdet herausgestellt hatte, wurde sein Bett in den Jahren 1997/98 von der nördlichen Häuserfront weg verschoben und der Kanal auf rund 90 m Länge wieder freigelegt. Um ihn „erlebbar“ zu gestalten, wurde der Wasserspiegel angehoben und die Straße abgesenkt. Im örtlichen Sprachgebrauch wird dieser Abschnitt seitdem oft als „Canale Grande“ bezeichnet.
Nördlich dieses Kanalabschnitts schloss sich die „Herrenwiese“ an, die einst als Standort für den Bayreuther Bahnhof im Gespräch war. Carl Wölfel regte dort eine direkte Verbindung von der Opernstraße zum Stadtteil Sankt Georgen an (heutige Wölfelstraße) und legte 1875 erste Pläne für eine Bebauung der Herrenwiese vor. 1879 errichtete er das Eckhaus zum Luitpoldplatz, 1887 jenes zur 1894 gebauten Wölfelstraße und in den Jahren dazwischen die Gebäude Opernstraße 24 und 26. Die prunkvoll gestalteten „Wölfelsbauten“ nahmen die Geschäfte Kurzmann (Opernstraße 22) und Reinauer (Eckhaus Luitpoldplatz 2) auf, die beide jüdische Inhaber hatten. Im Haus Opernstraße 22  eröffnete der Kaufmann Luitpold Kurzmann 1894 ein erstes großes Geschäft für Wäsche und Textilien in der Stadt; von Anfang an wurden die zehn Schaufenster von einer schaulustigen Menge regelrecht belagert. Kurzmann, langjähriger Vorsitzender der jüdischen Gemeinde und jahrzehntelang Mitglied des Stadtrats, wohnte dort bis in die 1920er Jahre. Leopld Reinauer (geb. 1899), der sein Geschäft von seinem Vater Max übernommen hatte, starb am 30. November 1943 in Auschwitz.

Kaufhaus Friedmann, um 1900

Im April 1945 wurden die Häuser Opernstraße 22 bis 26 bei einem Bombenangriff zerstört und später neu errichtet, wobei die Fassadengestaltung im unteren Bereich (Tor- und Fensterbögen) beibehalten wurde.

Opernstraße 1 (Mitte): Textilkaufhaus Pfefferkorn, seit 1945 Baulücke – rechts daneben das Haus Opernstraße 3

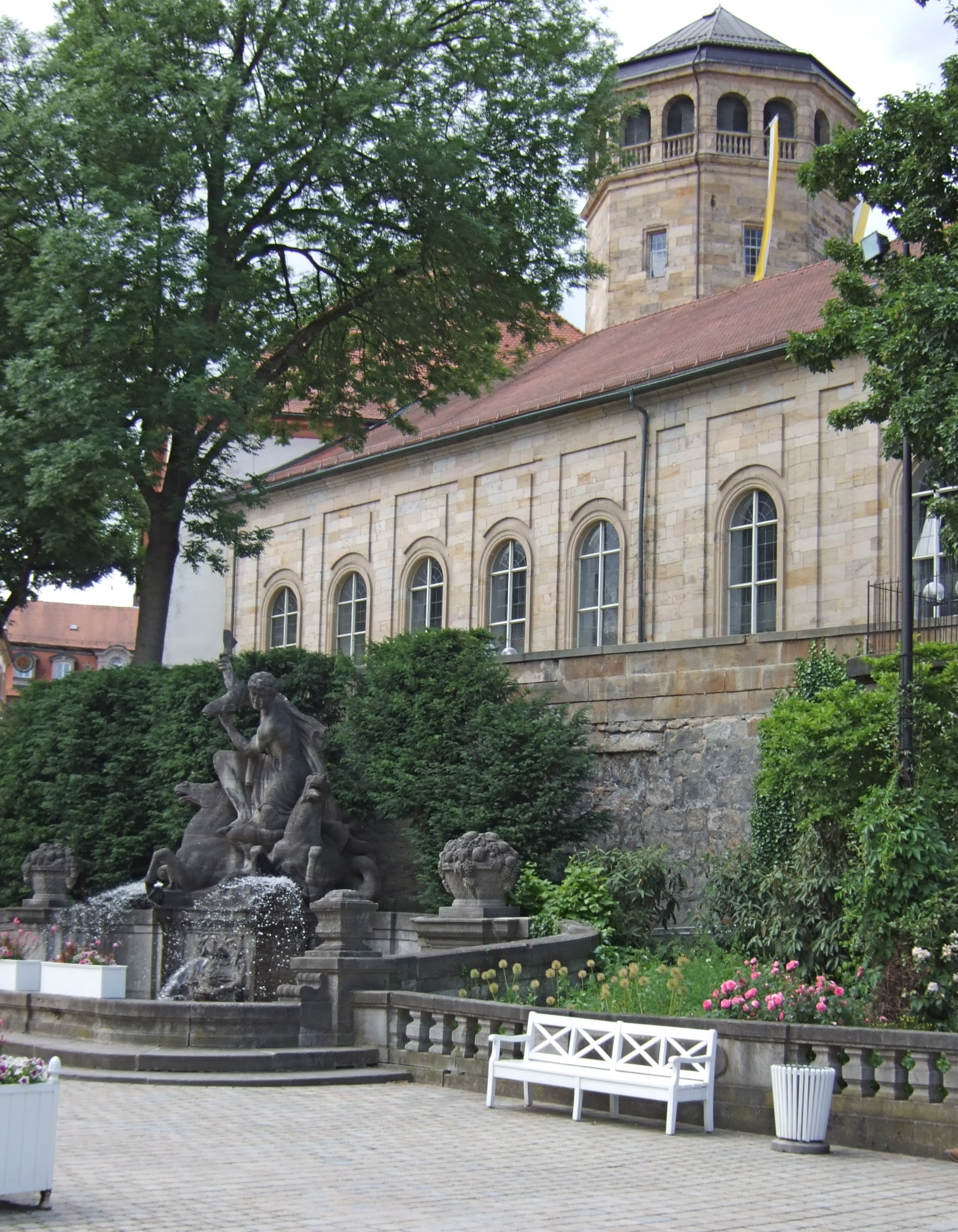
Wittelsbacherbrunnen, dahinter die Schlosskirche und der Schlossturm

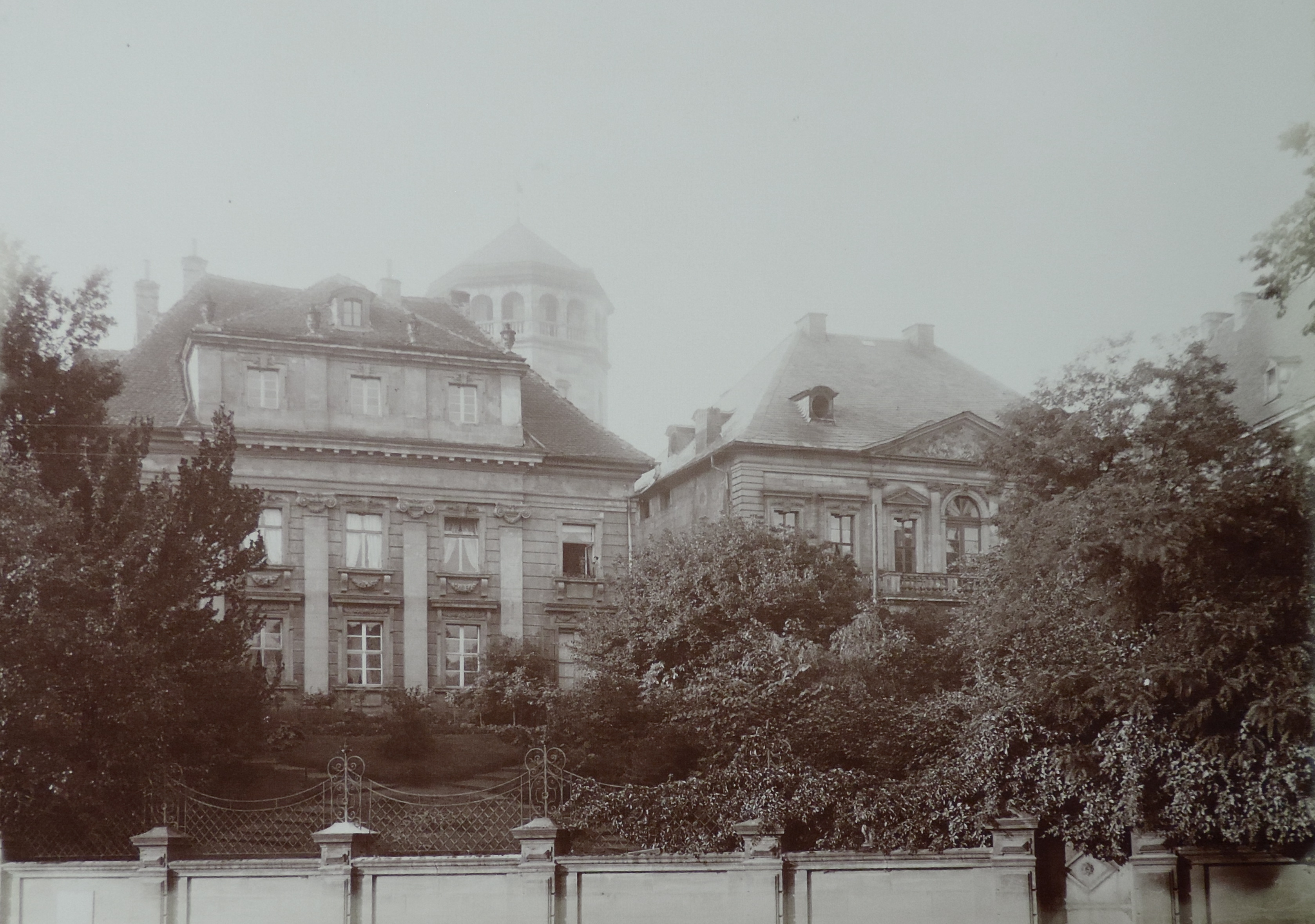
Gontard-Haus und Palais d’Adhémar oberhalb der heutigen Schlossterrassen (um 1910)

1892 verlegte der jüdische Kaufmann Simon Pfefferkorn sein Textilgeschäft in das Eckhaus Opernstraße 1  am Sternplatz, wo es sich zur führenden Handlung für Teppiche und Stoffe Bayreuths entwickelte. Bereits 1928 musste Pfefferkorn unter dem Druck der NSDAP sein Anwesen weit unter seinem Wert an einen nationalsozialistischen Verlag verkaufen. Der örtliche Architekt Hans Reissinger baute es zum Sitz des Gaus Bayerische Ostmark um, an der Eckfront des in der Folge als „Braunes Haus“ bezeichneten Gebäudes war zeitweise ein überdimensionales Bildnis Adolf Hitlers angebracht. In den letzten Tagen der NS-Diktatur brannte das Gebäude im April 1945 unter ungeklärten Umständen aus und hinterließ eine bleibende Baulücke.
Auf dem Grundstück Opernstraße 11 ließ der jüdische Unternehmer Joseph Friedmann 1898 ein Kaufhaus errichten. Wie das bereits 10 Jahre vorher von Luitpold Kurzmann gegenüber eröffnete Kaufhaus bot es, über den für Juden „üblichen“ Textilbereich hinaus, ein breitgefächertes Angebot an. Das setzte beide dem Vorwurf aus, den einheimischen Mittelstand zu schädigen. 1939 fiel es den Spitzhacken der Nationalsozialisten zum Opfer.
Um 1850 richtete Fischel Arnheim im Haus Opernstraße 7 seine Kanzlei ein. Dem 1812 in Bayreuth geborenen Advokaten war wegen seiner jüdischen Herkunft der Zugang zum öffentlichen Dienst bis 1848 versperrt geblieben. Im Haus Opernstraße 8 wohnten der jüdische Metzgermeister Otto Friede und seine Frau Bertha. Deren 1887 geborene Tochter Frieda lebte zuletzt in Berlin und wurde im Januar 1943 nach Auschwitz deportiert.
Im Mai 1887 wurde die Opernstraße erstmals provisorisch mit Bogenlampen elektrisch beleuchtet. Die erste dauerhafte elektrische Straßenbeleuchtung der Innenstadt wurde jedoch erst 1893 installiert. Der 1914 eingeweihte Wittelsbacherbrunnen gegenüber dem Opernhaus erinnert an die seinerzeit hundert Jahre währende Verbindung Bayreuths mit den Wittelsbachern.
Nach der „Machtergreifung“ der Nationalsozialisten organisierten die sozialistischen Kräfte am 6. Februar 1933 eine letzte große Gegendemonstration. Sechstausend Teilnehmer formierten sich in der Casselmannstraße und zogen mit Fackeln und rotem Sturmbanner über die Maximilianstraße und den Sternplatz in Richtung Neues Rathaus am Luitpoldplatz. In der Opernstraße wurden sie von „uniformierten braunen Horden“, die auch Frauen und Kinder nicht verschonten, überfallen. Am Ende der Straßenschlacht waren mehrere Schwerverletzte zu beklagen.
Südlich der unteren Opernstraße steigt das Gelände über die Schlossterrassen zum Alten Schloss hin an. Dort errichtete zwischen 1759 und 1761 Carl von Gontard sein Wohnhaus (heutiges Gontard-Haus) und an dessen Westseite für den Marquis d’Adhémar das – später als Bürgerressource, Harmoniegebäude und Café Metropol bekannte – Palais d’Adhémar. 1999 wurden die Schlossterrassen und die zum Alten Schloss führende „Metropoltreppe“ grundlegend umgestaltet.
Am 7. September 1974 wurde in der unteren Opernstraße und auf dem angrenzenden Luitpoldplatz die siebte Austragung der Eurovisions-Spielshow Spiel ohne Grenzen mit sieben Wettbewerbern veranstaltet. Hinter der italienischen Stadt Marostica kam Bayreuth auf den 2. Platz.

## Verkehr
Die Straße ist Teil der Verbindung von Bayreuth nach Norden in Richtung Hof, hatte aber lange Zeit hauptsächlich eine lokale Funktion. Erst im Rahmen des Baus von befestigten Chausseen im 18. Jahrhundert entstand ein leistungsfähiges Netz von Poststraßen, die nach Bayreuth führten. Die Bundesstraße 2 verlief seit den 1930er Jahren (zunächst als Reichsstraße 2) durch die Opernstraße, ehe sie über den 1965 eröffneten ersten Abschnitt des Hohnzollernrings um die Innenstadt herumgeführt wurde. 1955 wurden in der unteren Opernstraße erstmals in Bayreuth „Zebrastreifen“ auf das Straßenpflaster gemalt, was bei der Bevölkerung Ratlosigkeit hervorrief.